# 第65回ダービーステークス
1844年5月22日に施行された第65回ダービーステークスについて記述する。レースにまつわる4つの不正行為が発覚し、ダービー史上最も異常なレースといわれる。

## レース結果
以下の結果はレーシングカレンダーによる。
| 入線順 | 馬名         | 騎手           | 馬主          |
| ------ | ------------ | -------------- | ------------- |
| 1      | Running Rein | Samuel Mann    | Anthony Wood  |
| 2      | Orlando      | Nat Flatman    | Jonathan Peel |
| 3      | Ionian       | George Edwards | Jonathan Peel |
| 4      | Bay Momus    | Frank Butler   | George Anson  |

- 優勝馬 オーランド（1位入線馬ランニングレインが失格したため2着から繰り上がり）

## 不祥事

### ランニングレインとマカベウスのすり替え事件
レース施行前年の1843年、マカベウス (Maccabaeus) という名の3歳馬が死亡したとレーシングカレンダーに記載された。しかし実際には同馬は生きており、2歳馬のランニングレイン (Running Rein) とすり替えられた。ランニングレイン（実際はマカベウス）に対しては同年10月のレース施行時、さらに翌年の第65回ダービー施行時にも異議が申し立てられたが出走が許可され、ダービーに優勝した。
しかし、不正が行われているという噂が広まっており、ランニングレインは拍手ではなくブーイングで迎えられた。
レース後、2着に敗れたオーランドの馬主ジョナサン・ピール大佐は、ジョージ・ベンティンクに勧められ、レース結果に異議を申し立てた。ランニングレインの馬主アンソニー・ウッド (Anthony Wood) に対する優勝賞金の支払いが停止されたことから、この一件は裁判に発展した。ウッドが無実であることが判明したが、以前ランニングレインとマカベウスを所有していたエイブラハム・グッドマン・レヴィ (Abraham Goodman Levy) に疑いの目が向けられた。グッドマンに不利な証拠が大量に見つかったため、判事はランニングレインの提出を命じるも、グッドマンはそれに応じなかったため、不正が行われたと判決された。その結果ランニングレインの優勝は取り消され、オーランドが優勝馬とされた。グッドマンと共謀者たちはフランスに逃亡した。

### レアンデルのすり替え事件
レース前には、出走馬レアンデル (Leander) に対する異議申し立てもなされたが、出走が認められた。レアンデルは、レース中にランニングレインと衝突して故障を発症し安楽死処分されたが、後に死体を検査したところ、同馬の年齢は歯の状態から少なくとも6歳であることが判明した。なお、同馬の馬主であるリッチヴァルト (Litchwald) には、過去にドイツで競走馬のすり替えを行った前科があった。

### ゼアグリバックの八百長
1番人気であった2000ギニー馬ゼアグリバック (The Ugly Buck) は、ジョン・デイ・ジュニア騎手が八百長を行い、レースに敗れた。

### ラタンの八百長
2番人気のラタン (Ratan) は、サミュエル・ロジャーズ (Samuel Rogers) 騎手が八百長を行い、レースに敗れた（ゼアグリバックの八百長との間に関連性はなく、別個に発生した） 。ラタンの馬主ウィリアム・クロックフォードは、八百長が行われていたことにショックを受けて倒れ、レースの2日後に死亡したとされる。